# Гексахлоростаннаты
Гексахлоростаннаты — неорганические соединения, соли гексахлороловянной кислоты.

## Получение
- Взаимодействие гексахлооловянной кислоты с щелочами:

{\displaystyle {\mathsf {H_{2}[SnCl_{6}]+2NaOH\ {\xrightarrow {}}\ Na_{2}[SnCl_{6}]+H_{2}O}}}
- Взаимодействие хлорида олова с хлоридами щелочных металлов:

{\displaystyle {\mathsf {SnCl_{4}+2KCl\ {\xrightarrow {}}\ K_{2}[SnCl_{6}]}}}

## Физические свойства
Гексахлоростаннаты щелочных металлов образуют бесцветные кристаллы, устойчивы в сухом воздухе, многие образуют кристаллогидраты.
Разлагаются при температуре более 600°С.
Изоморфны соответствующим гексахлороплатинатам.

## Некоторые представители
- (NH4)2[SnCl6] — гексахлоростаннат аммония, соль Пинка, кубические кристаллы, плотность 2,51 г/см³, используется как протрава в текстильном производстве.

- Na2[SnCl6]•6H2O — гексахлоростаннат натрия, кубические кристаллы, гидролизуются водой.

- K2[SnCl6] — гексахлоростаннат калия, кубические кристаллы, плотность 2,70 г/см³.

- Rb2[SnCl6] — гексахлоростаннат рубидия, кубические кристаллы.

- Cs2[SnCl6] — гексахлоростаннат цезия, кубические кристаллы, плотность 3,33 г/см³, плохо растворяются в воде и концентрированной соляной кислоте.

- Известны гексахлоростаннаты с общей формулой MII[SnCl6]•6H2O, где MII = Mn2+, Co2+, Ni2+.